# 異姓王
异姓王，指与皇帝姓氏不同的王爵，亦即不是皇帝宗室的諸侯王。在东周、春秋、战国时期，封建制度盛行，天子分封的大多数是异姓王。但是自从秦、汉统一王朝建立后，绝大多数非皇族的大臣最高只能得到公爵，而异姓封王则成为殊遇极少数重臣的特例。由于这种地位，各朝各代的异姓王中多有反叛、篡权之人，即使无心对抗朝廷的异姓王也往往成为中央政权针对的对象。异姓封王也因此经常成为中国历史上引人关注的政治焦点。

## 西汉
秦始皇统一中国后，废除封建，设立郡县，即皇子亦不得封王。秦末陳勝、吳廣發動了大澤之變後，抗秦起义风起云涌，實力軍人纷纷稱王。汉高祖刘邦建立西汉後，一方面继续推行郡县制，同时保留了一部分封国，大者为王，小者为侯，分封给异姓功臣，主要的有七人：即（原齊王）楚王韩信、梁王彭越、淮南王英布，赵王张耳、燕王臧荼（后为卢绾）、长沙王吴芮、韩王信。
劉邦心中非常提防這些异姓王，於是稱帝不久，就開始磨刀霍霍，這些王国受到漢朝的攻擊，大多不能得到善終。赵王张耳病逝，赵国第二代赵王张敖因涉嫌行刺被问罪，王国除，降为宣平侯。燕王臧荼谋反，被攻灭，处死。后立的燕王卢绾勾结匈奴，结果被刘邦察觉，发兵击之，卢绾率部属逃入匈奴，不久病死。楚王韩信被贬为淮阴侯，后被吕后处死。梁王彭越被贬，之后也被吕后处以醢刑。淮南王英布此時被迫造反，刘邦抱病攻讨，英布退卻，被妹夫长沙王吴臣所刺殺。韓王信擔心會被漢朝誅殺，便投降匈奴，約一同攻漢，後戰死。汉初唯一幸存的异姓王国只有吴芮的長沙國，因為勢力實在太小，漢朝沒有將它滅亡，得传五世，最後因无后而王国滅亡。
在刘邦滅亡了大部分异姓王之後，曾召集各刘姓王结下白马之盟，约定“非刘氏而王，天下共击之”，从制度上取消了汉朝再封异姓王的可行性。雖然劉邦死後，吕后訓政时，曾广封吕姓子弟為王，但是随着吕后死亡，吕姓諸王很快被元老、大臣們給消滅。

## 东汉
东汉建立后，承袭西汉七国之乱后汉廷对于诸侯王国的严格控制，即使同姓王都严格约束，更不设异姓王。但是这一制度到东汉末年最终被打破，实际控制了汉献帝的丞相曹操进魏公之后再封魏王，并且一举打破王国不得超过一郡的汉制，魏国占据朝廷核心地区十郡之地，声势超过了傀儡皇帝汉献帝。曹操死后，一年之内嗣位魏王的曹丕即篡汉自立，建立曹魏。

## 曹魏
曹魏初期曹丕曾封孙权为吴王，但是孙权只是名义上臣服于曹魏，实则为独立势力，后脱离曹魏。曹魏末年，掌权的司马昭效仿曹操，封晋王。司马昭死后，其子司马炎继承晋王爵位，不久篡魏自立，建立西晋。

## 东晋
元熙元年（419年），权臣劉裕進爵為宋王，又加十郡增益宋國。次年篡夺帝位，晋朝灭亡，南朝宋建立。

## 唐
历经南北朝诸多变乱，唐初统一后只有极少数异姓王，但是之后逐渐开始增多。唐中叶，东平郡王安禄山反叛，开始安史之乱，成为唐朝由盛转衰的分水岭。此后国家名虽统一，实际割据严重，各地军阀亦有异姓王，最终东平王朱全忠控制朝廷，加封梁王，数年后篡唐自立，建立后梁。

## 宋
五代十国以后，北宋除延续后周几个异姓王之外，較少封异姓王。王爵多为功臣死后追封的手段，故不再成为对于政权的威胁。異姓王一般為藩屬如南平王、安南王、大理國王、定難軍夏王、武威郡王、齊郡王，外戚如常山郡王、秦安僖王、沂王、樂平僖靖王，功臣如廣陽郡王童貫、同安郡王張邦昌、蘄忠武王韓世忠、循忠烈王張俊、信武順王吳璘、和武恭王楊存中、申忠獻王秦檜。

## 明
明太祖立國之初就定下非朱姓皇族不得封王的制度，即使功高如徐達、常遇春等也僅僅逝後追贈王爵，身前只被封為國公，此制度延續了兩百多年一直到明末。由於清軍入關，長驅直入席捲全國，已經岌岌可危的南明朝廷不得不依靠諸如原起義軍首領等實力派的協助，明昭宗打破祖制陸續封了一批作戰有功或手握重兵的將領為異姓王。名錄如下：

### 追贈
| 任數 | 封號       | 姓名   |
| ---- | ---------- | ------ |
| 1    | 滁阳王     | 郭子兴 |
| 2    | 康山王     | 陳友仁 |
| 3    | 中山武宁王 | 徐达   |
| 4    | 开平忠武王 | 常遇春 |
| 5    | 陇西恭献王 | 李貞   |
| 6    | 岐阳武靖王 | 李文忠 |
| 7    | 宁河武顺王 | 邓愈   |
| 8    | 东瓯襄武王 | 汤和   |
| 9    | 黔宁昭靖王 | 沐英   |
| 10   | 定远忠敬王 | 沐晟   |
| 11   | 河间忠武王 | 张玉   |
| 12   | 定兴忠烈王 | 张辅   |
| 13   | 宁阳恭靖王 | 张懋   |
| 14   | 東平武烈王 | 朱能   |
| 15   | 平陰武愍王 | 朱勇   |
| 16   | 定襄恭靖王 | 朱希忠 |
| 17   | 東平王     | 朱純臣 |
| 18   | 宣平武毅王 | 朱永   |
| 19   | 宁陵武壮王 | 冯胜   |
| 20   | 丽江武靖王 | 傅友德 |
| 21   | 舒城王     | 丘福   |
| 22   | 淝水忠桓王 | 黄得功 |
| 23   | 始安文忠王 | 瞿式耜 |
| 24   | 宁夏忠武王 | 李成栋 |
| 25   | 鄂忠烈王   | 金声桓 |
| 26   | 中湘文烈王 | 何腾蛟 |
| 27   | 延安王     | 艾能奇 |
| 28   | 竭忠王     | 关平   |

### 實授
| 任數 | 封號                | 姓名                |
| ---- | ------------------- | ------------------- |
| 1    | 忠勇王              | 金忠                |
| 2    | 秦王                | 孙可望              |
| 3    | 晋王                | 李定国              |
| 4    | 蜀忠王              | 刘文秀              |
| 5    | 黔阳王              | 皮熊                |
| 6    | 真定王              | 郑鸿逵 （授前已死） |
| 7    | 延平王 （谥潮武王） | 郑成功              |
| -    | 潮王                | 郑成功 （不受）     |
| -    | 延平王 （谥潮文王） | 鄭經 （襲爵）       |
| -    | 延平王              | 郑克塽 （襲爵）     |
| 8    | 巩昌王              | 白文选              |
| 9    | 庆阳王              | 冯双礼              |
| 10   | 汉阳王              | 马进忠              |
| 11   | 汉中王              | 吳三桂 （不受）     |
| 12   | 兴化王              | 洪承疇 （不受）     |

## 清
清代，異姓王非常少，多为外藩蒙古各部及回部首领。汉族勋贵封王仅见于清初孔有德、尚可喜、耿仲明、吴三桂、孙可望五家，黄芳度则在死后追赠王爵。但事實上只有吳三桂、尚可喜、耿仲明三王有實力，孔有德早死，孙可望稱王不久即退位。吴三桂與尚可喜之子尚之信、耿仲明之孫耿精忠谋反，引发三藩之乱，最后失败，至此再无汉人藩王。
满族勋贵封王仅有两例，一为扬古利在清初追封武勋王，其后福康安在乾隆年间因战功破例晋封贝子，死后追赠嘉勇郡王，一說福除戰功彪炳外，還是乾隆私生子，寄養為兵部尚書傅恒次子。
起事反清的太平天国封了很多异姓王。
中華民國建立後，張勳復辟时，溥儀封张勋為忠勇亲王。

## 相關
- 王爵
- 郡王